# Zoe Golescu
Zoe Golescu, född 1792, död 1879, var en rumänsk revolutionär. Hon tillhörde en radikal intellektuell krets i societeten i Bukarest och deltog i revolutionsförsöket 1848.